# 伏尔加河
伏尔加河（俄语：Волга，羅馬化：Volga，發音：[ˈvoɫɡə] ⓘ），又譯窩瓦河，位於俄罗斯西南部，全長3,692公里，是欧洲最长的河流，也是世界最長的內流河，流入裡海。
伏尔加河是歐洲流域最廣以及流量最大的河流，流經歐洲俄羅斯，是代表型的俄羅斯河流。俄羅斯前二十個人口最多的城市中，有十一個是在伏尔加河流域中，其中也包括俄羅斯的首都莫斯科。世界水量前十大的水庫中，古比雪夫水庫和雷賓斯克水庫位在伏尔加河流域中。窩瓦河在俄羅斯文化中有特別的意義，常在俄國文學稱為Волга-матушка（伏尔加母親），被稱為是「俄羅斯的母親河」。

## 名稱
伏尔加河的俄文名稱來自原始斯拉夫語的*vòlga（濕、濕氣），在許多斯拉夫的語言中也有這個字，包括烏克蘭語 voloha (волога) 「濕氣」、俄文vlaga (влага) 「濕氣」、保加利亞語 vlaga (влага)「濕氣」、捷克語 vláha 「潮濕」、塞爾維亞-克羅埃西亞語 vlaga 「濕氣」及斯洛維尼亞語 vlaga 「潮濕」 
伏尔加河的名稱曾借译給較早期的斯基泰語Rā (Ῥᾶ) "伏尔加河",，意思是「濕」，在阿維斯陀語中為Raŋhā（神祕的泉源），在粟特语為 r’k 「血管」 (*raha-ka),，在梵文則為rasā́h（液體、果汁、神秘的河）。这个斯基泰語的名稱也出現在現代的莫爾多瓦語中Rav (Рав) "伏尔加河"。
住在伏尔加河的突厥人曾稱這條河為Itil（亦的勒河）或阿的爾（Atil，大河）。在現在的突厥語族中，伏尔加河在鞑靼语稱為İdel (Идел)，在楚瓦什語稱為Атăл (Atăl)，在巴什基尔语稱為Idhel，在哈薩克語稱為Edil，在土耳其語稱為İdil。
在亞洲人中，伏尔加河有另一個突厥名字Sarı-su（黃河），但卫拉特人對伏尔加河有特別的名字Ijil mörön（適應河）。马里人是乌拉尔语系中的另一支，稱伏尔加河為Юл (Jul)，是韃靼語中的路。

## 簡介
伏尔加河是歐洲最長的河流，是在裡海的內流盆地中的河流。伏尔加河起源於莫斯科西北的东欧平原的一个垄岗，伏爾加韋爾霍維耶村附近，海拔225米，位在圣彼得堡东南320公里處。伏尔加河从源头向东流，穿过斯捷爾日湖、特維爾、杜布納、雷賓斯克、雅羅斯拉夫爾、下诺夫哥罗德和喀山之后，转向南方，经过烏里揚諾夫斯克、陶里亞蒂、萨马拉、薩拉托夫和伏尔加格勒，在高度在海平面下28公尺的阿斯特拉罕南边入裡海。
伏尔加河的河水來源，在上、中游，雪水约占60%，地下水约占27%，雨水约占12%；在下游，雪水补给更为重要，地下水补给也增加；冰期为11月底至第二年4月；平均流量约为2400亿立方米。
伏尔加河有很多支流，主要有卡马河、奥卡河、魏特卢加河和蘇拉河。伏尔加河加上支流系统总共包括135万平方公里，穿过俄罗斯人口最密集的地区。伏尔加三角洲有大约160公里长，包括500多个渠道和小河。伏尔加河大部流程一年有三个月结冰。
伏尔加河的流域包括了俄羅斯西部的大部份。其中有許多大型的堤坝、水库和水电站，供灌溉及水力發電用。莫斯科運河、伏爾加-頓河運河及伏爾加─波羅的海水路等形成了一系列的水路，使莫斯科可以用船運連接白海、波羅的海、裡海、亞速海及黑海。不過其中大量的化學污染物也影響了河流、其沿岸的居民以及其中的生物。
伏尔加河肥沃的河谷生產大量的小麦，也蘊含著許多的礦產。許多石化產業的中心就在伏尔加河的河谷。其他資源包括天然氣、鹽及草木灰。伏尔加河三角洲及鄰近的裡海是一流的漁場。三角洲上的阿斯特拉罕是鱼子酱產業的中心。

### 合流，從下游到上游
| - 阿赫圖巴河（在伏爾加斯基附近），是分流 - 薩馬拉河（在薩馬拉） - 卡馬河（喀山以南） - 卡贊卡河 （喀山） - 斯維亞加河（喀山以西） - 韋特盧加河 - 蘇拉河（在瓦西里蘇爾斯克） - 克爾熱涅茨河 - 奧卡河（在下諾夫哥羅德） - 烏佐拉河（接近巴拉赫納） - 溫扎河（接近尤里耶韋茨） - 科斯特羅馬河（在科斯特羅馬) | - 科托羅斯爾河（在雅羅斯拉夫爾） - 舍克斯納河（在切列波韋茨） - 莫洛加河（接近韋西耶貢斯克） - 卡申卡河（接近 卡利亞津） - 涅爾利河（接近卡利亞津） - 梅德韋季察河（接近基姆雷） - 布納河（在杜布納） - 紹沙河（接近科納科沃） - 特維爾察河（在特維爾） - 瓦祖扎河（在祖布佐夫） - 謝利扎羅沃河（在謝利扎羅沃） |

## 水库
伏尔加河上有8座大型水库，从上游至下游分列于下：
- 伊万科沃水库
- 乌格利奇水库
- 雷宾斯克水库
- 高尔基水库
- 切博克萨雷水库
- 古比雪夫水库
- 萨拉托夫水库
- 伏尔加格勒水库

## 族群
伏爾加河是許多突厥與烏拉爾語系（单倍群N）民族居住區。有摩爾多瓦人、楚瓦什人、巴什基爾人、韃靼人、俄羅斯人與居民雜交，有許多非斯拉夫人的特徵，黑頭髮、臉龐大，這是受到芬蘭人影響的証明。
最早有記錄住在伏爾加河上游的是马里人。在第八世紀及第九世紀從基輔羅斯開始了斯拉夫人的統治。斯拉夫人引入了基督教，一些當地人也相信了基督教，漸漸成為東斯拉夫民族。其餘的马里人向更西方遷徙，在數個世紀後他們同化了芬蘭包括Merya及Meshchera在內的原住民。剩下的伏爾加芬蘭族群包括伏爾加河中游的马里人及莫尔多瓦人。
除了匈人之外，突厥部落在第7世紀到伏爾加河，同化了一些在伏爾加河中游芬蘭族及印歐族的人。信基督教的楚瓦什人及信伊斯蘭教的韃靼人是中世紀伏爾加保加利亞的後裔。諾蓋人是另一個突厥部落，住在伏爾加河下游。

## 历史
在历史中，许多帝国和民族住了在这地区，最早的包括烏拉爾語系的幾個民族、斯基泰人、匈奴、突厥人（可萨汗国）、伏尔加保加利亚、斯拉夫人、奄蔡。
后来有蒙古帝国（金帐汗国、喀山汗國、阿斯特拉罕汗國）和现代的俄罗斯。
20世纪，二次世界大战期間，希特勒的纳粹德国入侵苏联，曾深入到伏尔加河畔（斯大林格勒战役）。为了生存空间（Lebensraum），也為了苏联阿塞拜疆的石油產地。但是最終苏联擊败德国，獲得勝利。

## 图片

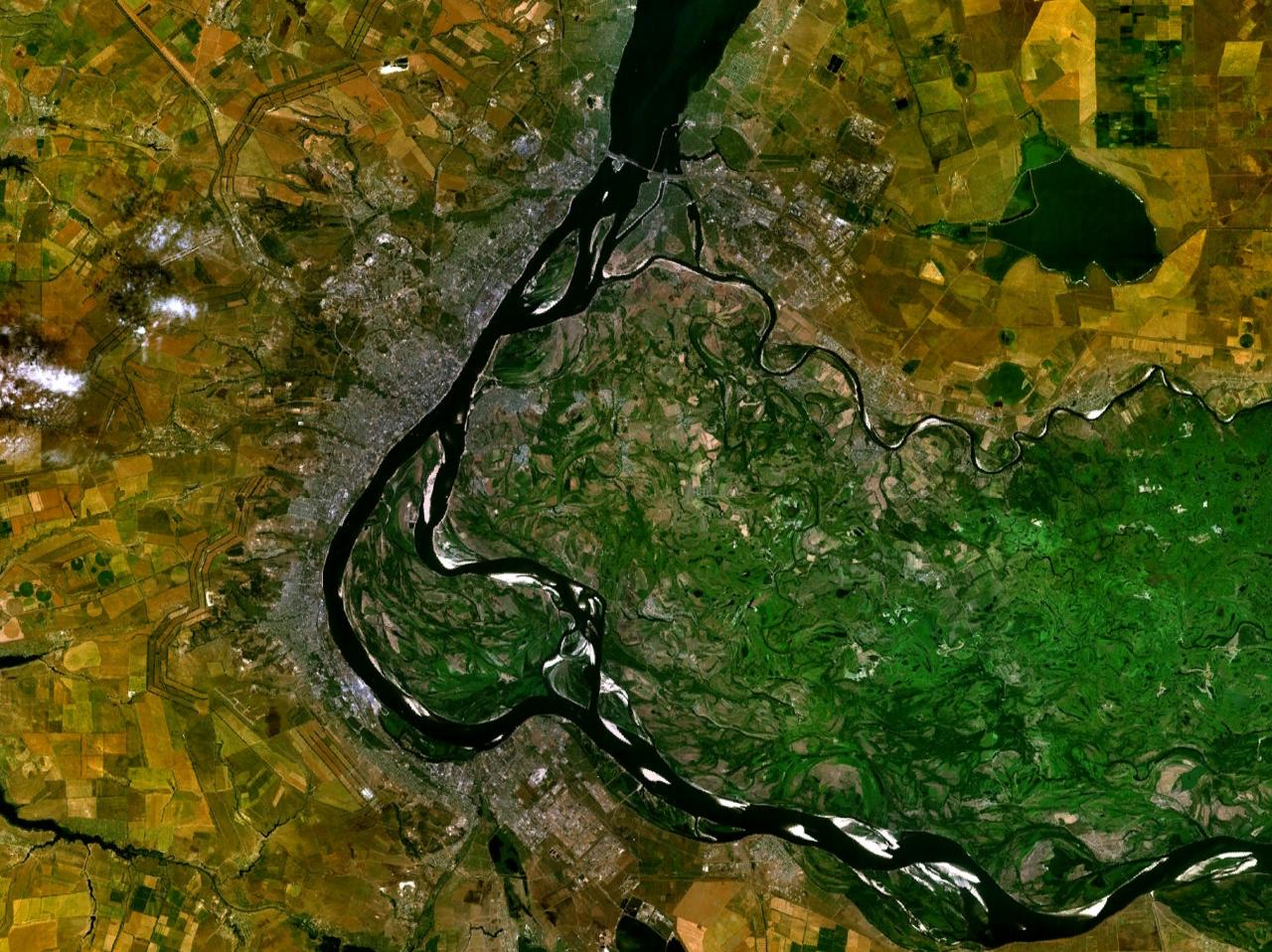
从太空拍摄的卫星的图片
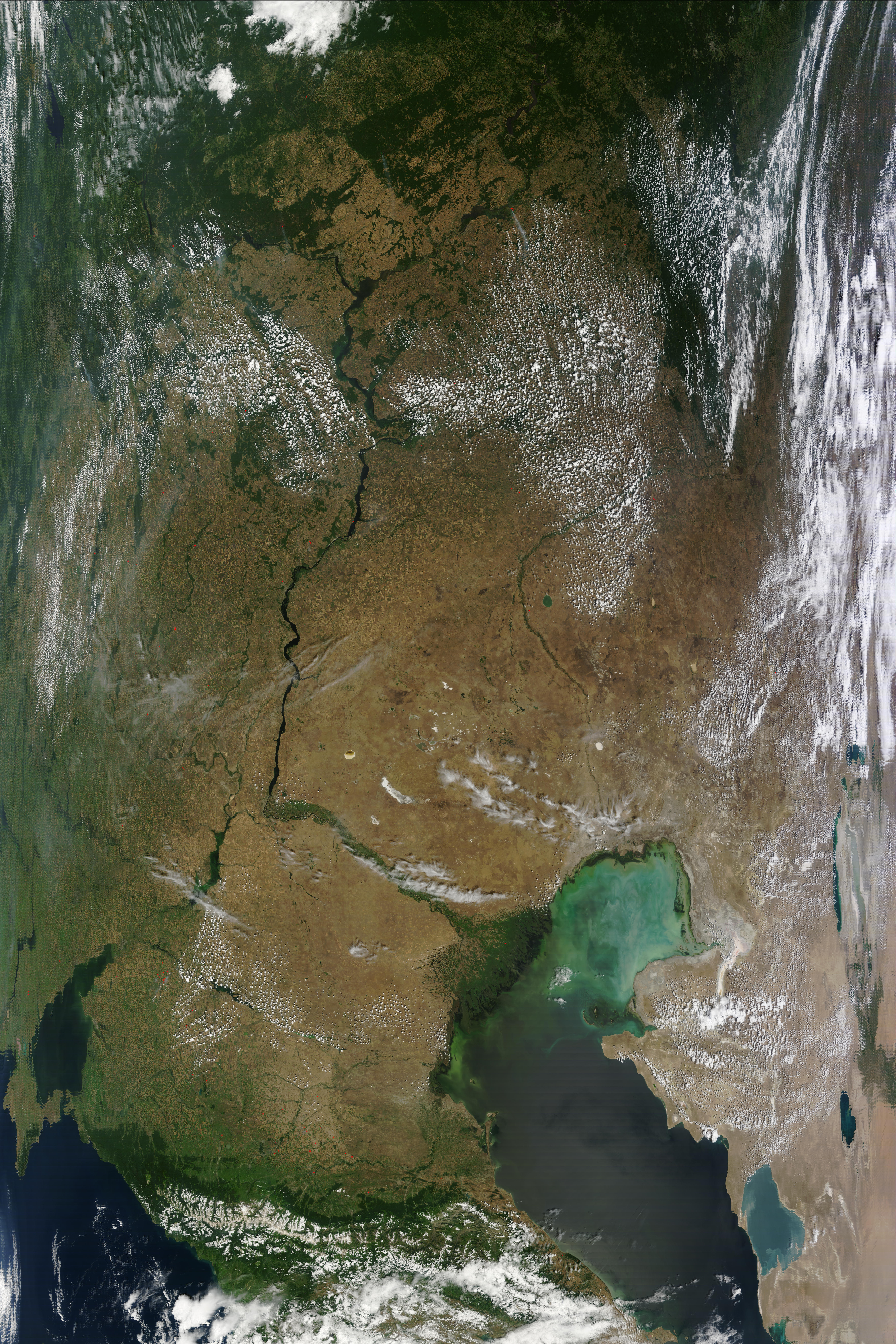
河口三角洲卫星图，2010年7月
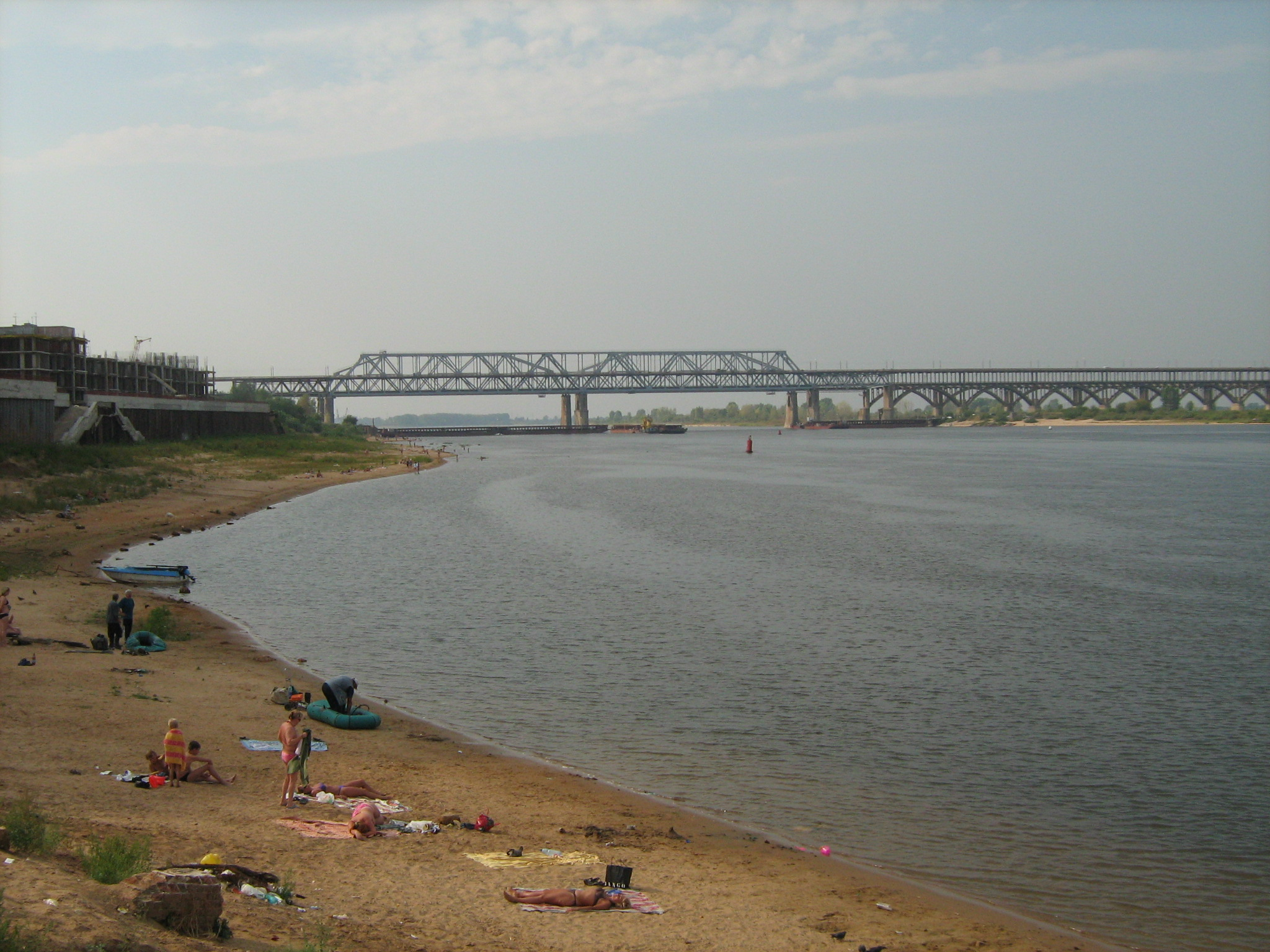
下諾夫哥羅德伏尔加河大桥
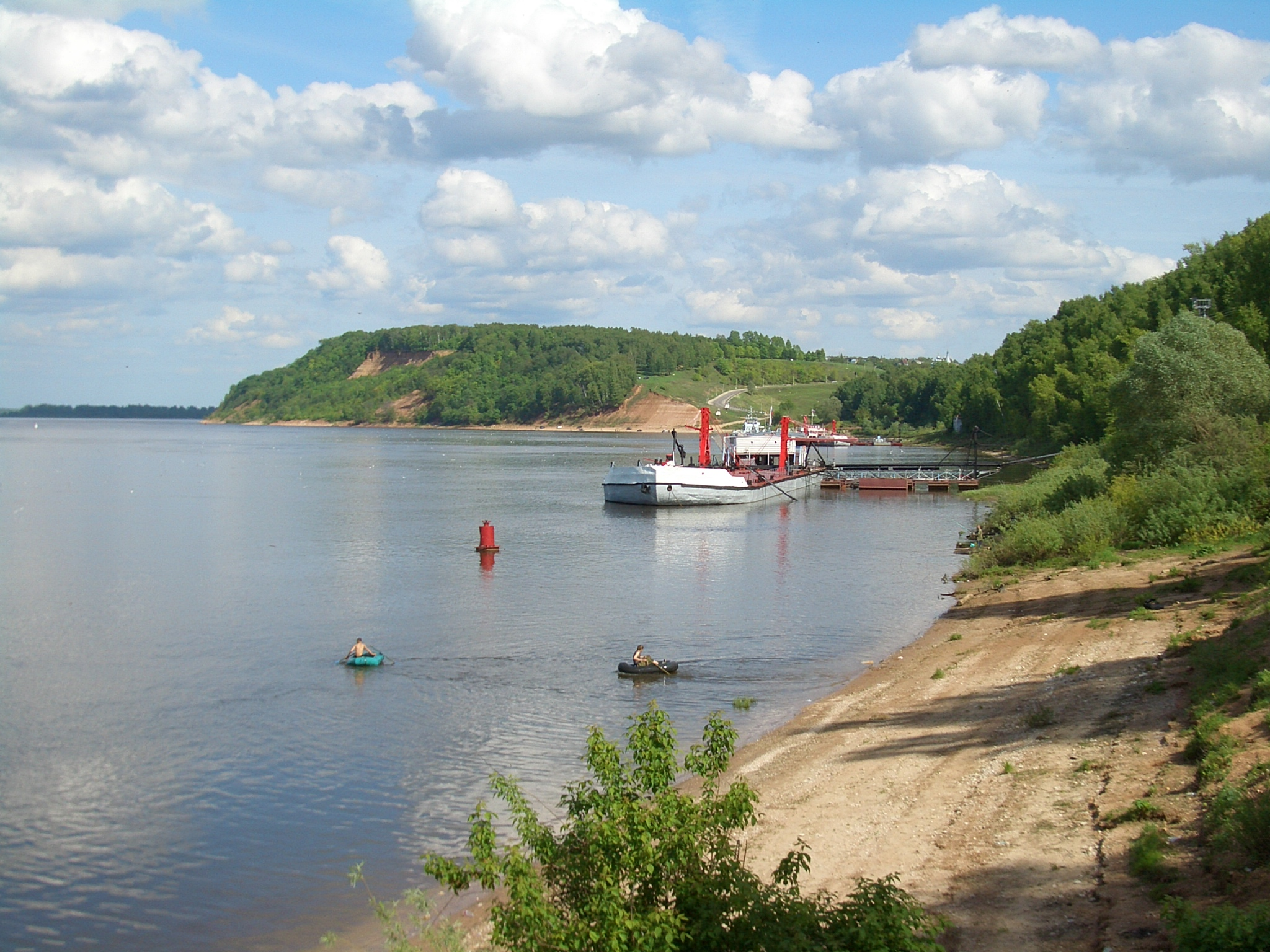
位于克斯托沃市的伏尔加河畔
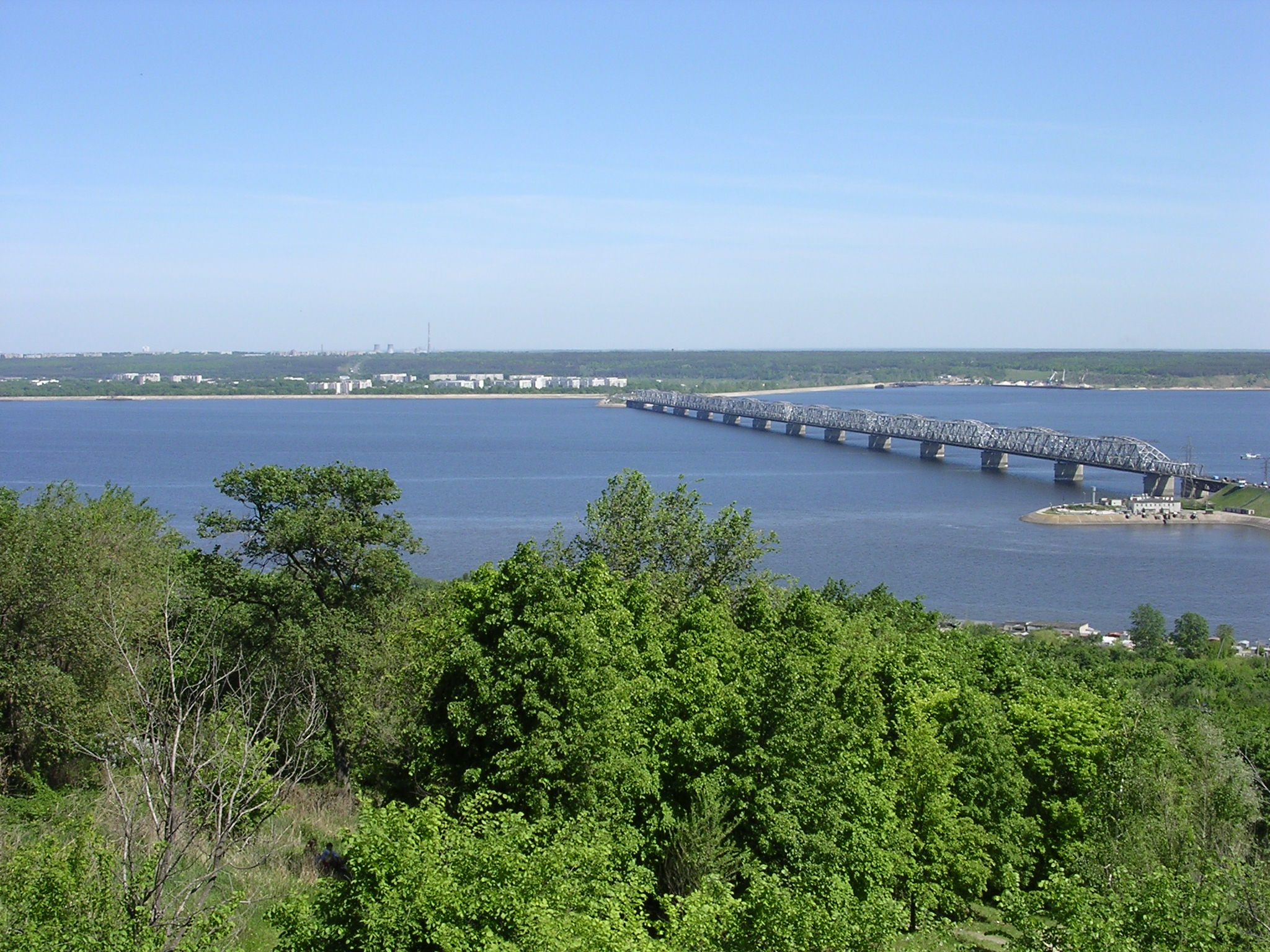
乌里扬诺夫斯克的一座伏尔加河大桥

## 水污染
由於伏尔加河的工業及農業活動，河流受到化学污染，伏尔加河流域的生态污染程度超过俄罗斯全国平均水平的27％，水质污染情况超出了41％，该地区居民的发病率比全国高12％，死亡率也相对较高。有很多人担心这个环境问题。